# Ludovico Corrao
Pour les articles homonymes, voir Corrao.
Ludovico Corrao, né à Alcamo, le 26 juin 1927, mort à Gibellina le 7 août 2011, est un homme politique et avocat italien.
Député régional sicilien démocrate chrétien, il suit Silvio Milazzo dans sa dissidence et devient assesseur régional dans ses trois gouvernements. Après le séisme de janvier 1968 en Sicile, il est maire de Gibellina dont il mène la reconstruction autour d'un vaste de projet de revitalisation culturelle.

## Biographie

### Formation professionnelle et militante
Fils d'un artisan ferronnier et d'une brodeuse, il est élevé dans un univers catholique social, deux de ses tantes étant religieuses et son frère entrant au séminaire en Campanie, où Ludovico le rejoint durant la Seconde Guerre mondiale.
Manquant d'assiduité pour poursuivre ses études de médecine, il obtient un laurea en droit, et devient avocat. Il est également professeur de droit pénal à l’École supérieure de service sociale ONARMO (Opera Nazionale di Assistenza Religiosa e Morale agli Operai) de Trapani.
Membre de l'Action catholique et des ACLI dont il est secrétaire régional, responsable du CISL, il est membre du comité provinciale de la Démocratie chrétienne de Trapani.

### L'expérience Milazzo
il est élu à l'Assemblée régionale sicilienne sous l'étiquette de la Démocratie chrétienne (DC) en juin 1955 et occupe le secrétariat de son groupe à l'assemblée. Lorsque Silvio Milazzo entre en dissidence avec la DC, Corrao le suit. Il serait même l'un des instigateurs du millazzisme, expérience politique d'union des forces favorables à l'autonomie sicilienne, allant de l'extrême gauche à l'extrême droite en plaçant la DC, majoritaire, dans l'opposition régionale,. Il est assesseur aux Travaux publics dans le premier gouvernement Milazzo à partir du 31 octobre 1958.
Exclu de la DC, il fonde avec Milazzo l'union des chrétiens sociaux siciliens (USCS) en se référant aux figures d'Alcide De Gasperi et Liugi Sturzo. Il est secrétaire général de ce second parti catholique italien qui affirme rester fidèle à l'Église mais vise à réclamer au gouvernement italien la pleine application de l'autonomie sicilienne dans les domaines économiques, sociaux et administratifs, notamment contre le monopole du pétrole sicilien concédé par Rome à ENI.
En 1959, il est reçu avec les honneurs d'un chef d’État en URSS par Nikita Khrouchtchev qui prône la « coexistence pacifique » et lui demande d'intercéder auprès du pape Jean XXIII pour ouvrir les banques du Vatican aux avoirs russes.
Réélu au parlement sicilien en juin 1959 dans les collèges de Palerme et Trapani, il choisit le premier, laissant son siège à Andrea Spano de Marsala, et reprend le portefeuille des Travaux publics dans le nouveau gouvernement Milazzo à partir du 12 août, puis est assesseur à l'Industrie et au Commerce dans le troisième gouvernement (18 décembre 1959 - 22 février 1960).
Il est également l'un des protagonistes de la chute de Milazzo quand il est accusé en pleine assemblée régionale par le démocrate chrétien Carmelo Santalco de lui avoir proposé 100 millions de lire en échange de son soutien au gouvernement.
Maire d'Alcamo, de 1960 à 1963 à la tête d'une majorité USCS-PSI-PCI, succédant à une décennie démocrate-chrétienne, il arrête la procession en l'honneur de la sainte patronne de la ville car il n'a pas été invité à cause de son exclusion de la DC.
Il initie un nouveau plan directeur pour Alcamo, concerté avec les citoyens dans le cadre d'assemblées populaires, lequel protège les principaux sites naturels de la commune, et la création d'Alcamo Marina, et met en valeur le patrimoine historique, artistique et culturel de la ville. Le retour aux commandes de la DC se traduira par le rejet du plan et l'essor de l'urbanisation irrégulée au détriment du patrimoine naturel et du cadre de vie.
Mobilisé avec le militant Danilo Dolci dans la lutte pour l'accès à la terre, à l'eau, à l'éducation, il crée également des Centres de renaissance visant l'éducation politique des classes populaires et une réponse aux problèmes sociaux siciliens, comme le logement dans la Sicile rurale (Santa Lucia di Cutò) comme à Palerme (cortile Cascino). Ces centres formeront un nouveau parti en décembre 1962, le Parti autonome chrétien social (PACS) dont il sera secrétaire politique après avoir démissionné de l'USCS à laquelle il reproche de ne pas l'avoir soutenu lors du vote sur l'Ente chimico minerario.

### Parlementaire et avocat
il est élu à la Chambre des députés le 9 mai 1963 comme indépendant de gauche sur la liste du Parti communiste pour le collège de Palerme. Sans jamais adhérer au PCI, il est proche de Giorgio Napolitano, Fausto Bertinotti et Emanuele Macaluso.
Il défend des agriculteurs contre les fermiers et les propriétaires agraires. En 1965, il est l'avocat de Franca Viola, première italienne à refuser un mariage réparateur après son viol par un mafioso. Ce procès est un événement national qui entraine une révision de la loi italienne.
Il défend également Graziano Verzotto, membre de la DC, dirigeant d'ENI puis de l'Autorité minière sicilienne, l'EMS, à la tête de laquelle il est accusé d'avoir constitué une caisse noire auprès de Michele Sindona,.
Il est élu au Sénat en 1968 pour le collège d'Alcamo sur une liste PCI-PSIUP et réélu en 1972 sans se représenter ensuite. Son travail parlementaire s'intéresse notamment aux autoroutes Palerme - Catane et Catane - Messine, ainsi qu'à l'étude du Pont sur le détroit de Messine

### Maire de la renaissance de Gibellina
Venu à Gibellina le soir du séisme de janvier 1968 dans la vallée du Belice, Ludovico Corrao devient maire de la commune en juin 1969. Il doit d'abord gérer la recréation d'un bourg, qui ne débute qu'une dizaine d'années après le tremblement de terre, à plusieurs kilomètres de l'ancien village détruit et abandonné. Il prend la tête de la lutte contre les projets de reconstruction de la vallée du Belice, d'abord contre la lenteur et le manque de moyens, comme lors de la manifestation des 2 ans de la catastrophe, puis en portant, à partir de la publication de son article « L’arte non è superflua » en 1979, un projet de reconstruction culturel et urbain basé sur l’art et l’architecture contemporaine, baptisé tour à tour utopie de la réalité, l’utopie concrète ou Gibellina la Nuova. 
Inspiré par le modèle de la reconstruction de Berlin-Hansaviertel comme par le relèvement baroque du Val di Noto sous l'égide du duc de Camastra, il souhaite faire de la renaissance de Gibellina un manifeste culturel et social et promouvoir la culture méditerranéenne. Adaptant le concept anglais de cité-jardin à la Sicile contemporaine, le plan de Gibellina Nuova s'organise autour de larges avenues arborés, de maisons individuelles avec jardinet, de vastes espaces publics. Corrao veut faire de Gibellina un musée en plein air et régénérer sa ville par la culture. Pour ce faire, il invite des architectes et artistes renommés qui signent des bâtiments publics et l'aménagement de l'espace public : Alberto Burri, Pietro Consagra, Ludovico Quaroni, Alessandro Mendini, Franco Purini, Laura Thermes, Nanda Vigo. Il fonde également la fondation et le festival Orestiadi, le Museo delle trame mediterranee et le Musée municipal d'Art contemporain. 
Mais il ne parvient pas à attirer des emplois, à accélérer les travaux, voir à les finaliser et à éviter l'émigration. Il se lie également à l'écrivain Leonardo Sciascia.
Collectionneur et amateur d'art, il crée en 1981 le festival des Orestiadi di Gibellina et en 1992 la Fondation Orestiadi en 1992, qu'il préside et installe dans le Baglio di Stefano à Gibellina. Il voyage au Maroc et en Tunisie où s'ouvre une ''maison sicilienne'' à Tunis.
En 2001, il est candidat au Sénat sur les listes de la Refondation communiste, mais n'est pas élu.
Séparé et père de trois enfants, il assume ensuite son homosexualité au milieu des années 1970. Excentrique, il est souvent coiffé d'un chapeau de feutre et d'une écharpe blanche.
Déjà visé par un jeune tunisien dont il était intime qui cherche à l'intimider en posant une bombe devant sa villa du Monte Bonifato, près d'Alcamo en 1975, il est assassiné dans son appartement de la Fondation Orestiadi, à Gibellina, égorgé par son domestique et amant bangladais de 21 ans.
Trois jours de deuil sont décrétés par le maire de Gibellina, Rosario Fontana. La Fondation Orestiadi, dont la présidence revient à un proche collaborateur de l'ancien élu, Giulio Ippolito, se constitue partie civile pour le procès et confie ses intérêts à l'avocat Vito Bonanno, proche de Corrao et ancien maire de Gibellina. L'assassin n'est finalement pas poursuivit, le juge d'instruction le considérant l'année suivante comme irresponsable de ses actes au moment des faits.